# Garibald longobárd király
Garibald, más írásmóddal Garipald (? – 671 után) longobárd király 671-ben.
Grimoald és Theodota (I. Aripert leánya) fiaként született, és édesapja halála után, fiatalon lépett a trónra. Három hónapig tartott csak uralkodása, ugyanis 9 évvel korábban száműzött nagybátyját, Perctaritot visszahívták hívei, az ifjú Grimoaldot pedig trónfosztották.

## Eredeti források
- Pauli Historia Langobardorum